# Aulos (muzyka)
Aulos (stgr. αὐλός, łac. tibia) – instrument muzyczny z grupy aerofonów stroikowych, jeden z najpopularniejszych w starożytnej Grecji, często przedstawiany w sztuce greckiej.
Muzyka aulosu towarzyszyła obrzędom kultu Dionizosa, sympozjonom, a także zawodom sportowym, m.in. podczas igrzysk olimpijskich.

## Historia
Aulos przywieziono do Grecji najprawdopodobniej z obszaru Azji Mniejszej z Frygii ok. VII w. p.n.e. Z Grecji rozpowszechnił się w basenie Morza Śródziemnego, w Egipcie, Etrurii i Starożytnym Rzymie, gdzie znany był jako tibia. Nazwa aulos w języku greckim oznacza tubę lub kanał.

## Budowa
Stanowiły go jedna lub dwie niezależne  piszczałki cylindryczne, być może wyposażone w podwójny stroik. Każda piszczałka składała się z pięciu części: dwuczęściowego korpusu, dwóch baryłek, ustnika i stroika. Piszczałki z okresu klasycznego (600–300 p.n.e.) miały od 3 do 5 otworów palcowych oraz otwór kciukowy. Instrumenty wykonywane były z trzciny, czasem z drewna, kości lub kości słoniowej. Rodzaj użytego materiału miał wpływ na barwę dźwięku instrumentu. Długość piszczałek wahała się od 30 do ponad 60 cm. W późniejszym okresie zwiększono liczbę otworów palcowych, zatykając część z nich woskiem lub przy pomocy metalowych pierścieni.

## Gra na aulosie
Dźwięk aulosu był ostry i przenikliwy. Przy grze zakładano na usta skórzaną taśmę znaną jako forbeja, która opasywała policzki . Stosowano ją – jak się przypuszcza – by podtrzymać policzki i móc silniej dmuchać. Opaska stabilizowała piszczałki, wzmacniając kontrolę muzyka nad oddechem i instrumentem, co miało znaczenie podczas gry na wolnym powietrzu, szczególnie przez dłuższy czas. Przepaski używali tylko mężczyźni grający na otwartych przestrzeniach, grający w zamkniętych pomieszczeniach, w tym kobiety podczas sympozjonów, jej nie używali. Kobiety grały jedynie podczas wydarzeń prywatnych.
Na aulosie podwójnym grano unisono, przy czym wysokość stroju piszczałek minimalnie się różniła, co nadawało instrumentowi szczególną barwę . Grający wkładał do ust ustniki obydwu piszczałka. Każdą podtrzymał w jednej ręce, grając na lewej palcami lewej ręki, a na prawej – palcami prawej ręki.  iszczałkitrorząyły  arakterystyczny kształt litery „V”.
Instrument przechowywano w torbie wykonanej ze skóry jelenia lub leoparda, nazywanej sybene.

## Zastosowanie
Muzyka aulosu towarzyszyła wielu wydarzeniom publicznym i prywatnym, m.in. obrzędom kultu Dionizosa .
Podczas igrzysk olimpijskich gra na aulosie towarzyszyła zawodom pentatlonu, pomagała zawodnikom utrzymać rytm podczas skoku w dal. Na igrzyskach olimpijskich zawodnikom akompaniowali zwycięzcy konkurencji muzycznej igrzysk pytyjskich. Gra na aulosie towarzyszyła również innym zawodom, m.in. zapasom podczas igrzysk ateńskich, a także ćwiczeniom w gimnazjonie.
Aulos był instrumentem, na którym zazwyczaj grały greckie prostytutki. Flecistki, tzw. aulētries, świadczyły usługi seksualne podczas prywatnych sympozjonów i pracowały w domach publicznych.

## Aulos w sztuce
W mitologii greckiej z mistrzowskiej gry na aulosie słynął Marsjasz – frygijski satyr, który przegrał rywalizację z Apollinem.
Najstarsze zachowane malowidła przedstawiające aulos pochodzą z minojskiego sarkofagu na Krecie. Grający na aulosie byli często przedstawiani w sztuce rzeźbiarskiej w III tysiącleciu p.n.e. Aulos jest wzmiankowany w Iliadzie.
Arystoteles (384–322 p.n.e.) w swojej rozprawie Polityka potępiał stosowanie instrumentu w szkolnictwie, gdyż uważał go za niemoralny. Według Sokratesa (470–399 p.n.e.) w państwie idealnym aulos miał być zakazany.

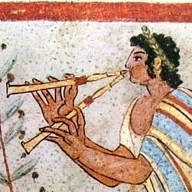
Grający na aulosie. Malarstwo etruskie
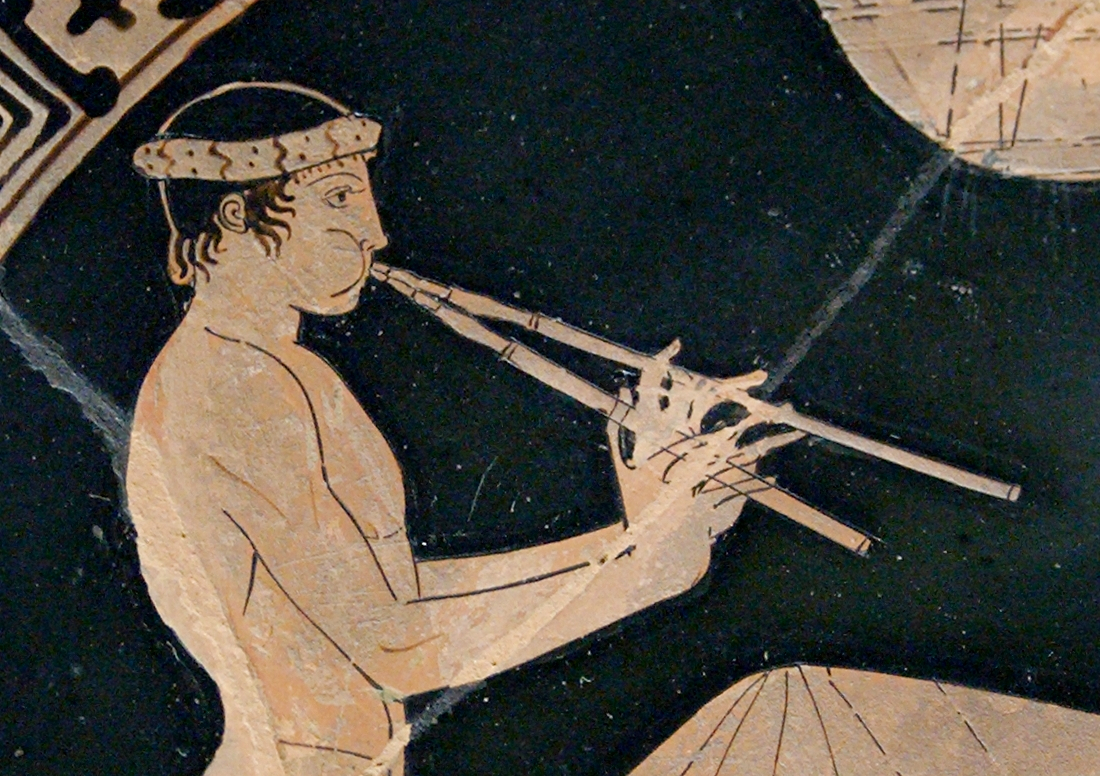
Młodzieniec grający na aulosie. Malowidło na kubku, ok. 460–450 p.n.e., Luwr
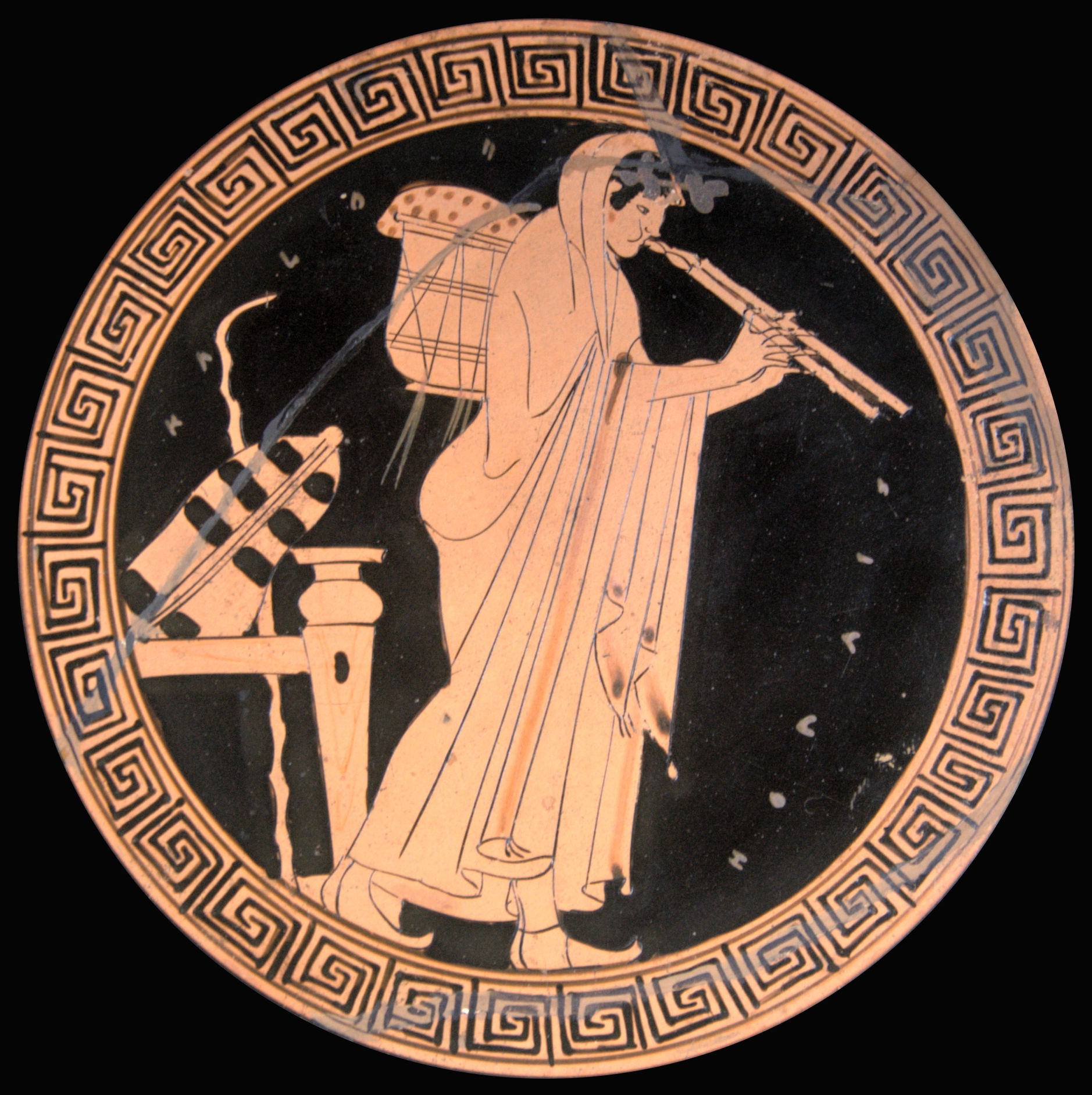
Kobieta grająca na podwójnym aulosie. Malowidło etruskie na kubku z nekropolii Vulci; ok. 490 p.n.e.
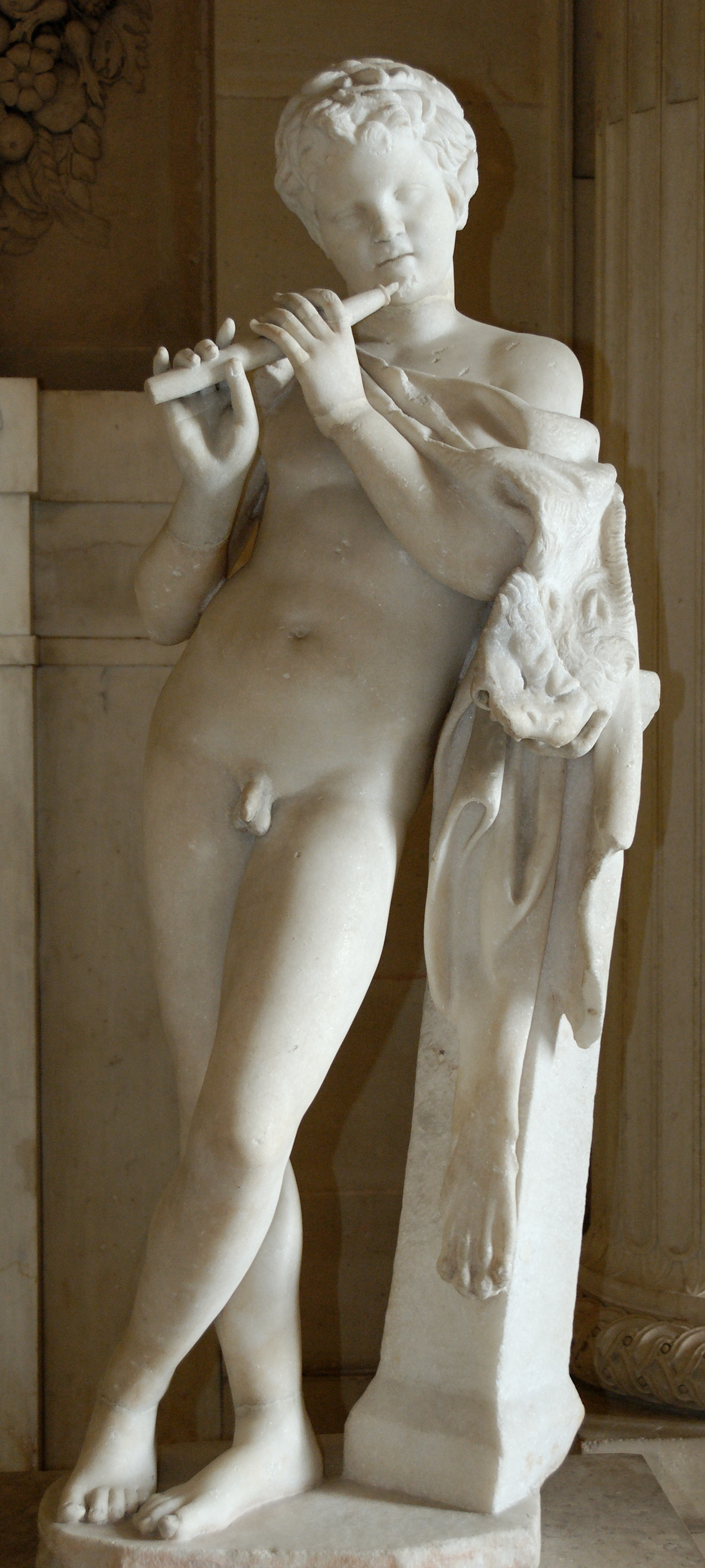
Satyr grający na pojedynczym aulosie. Rzeźba rzymska z Italii; I–II w. n.e., Luwr
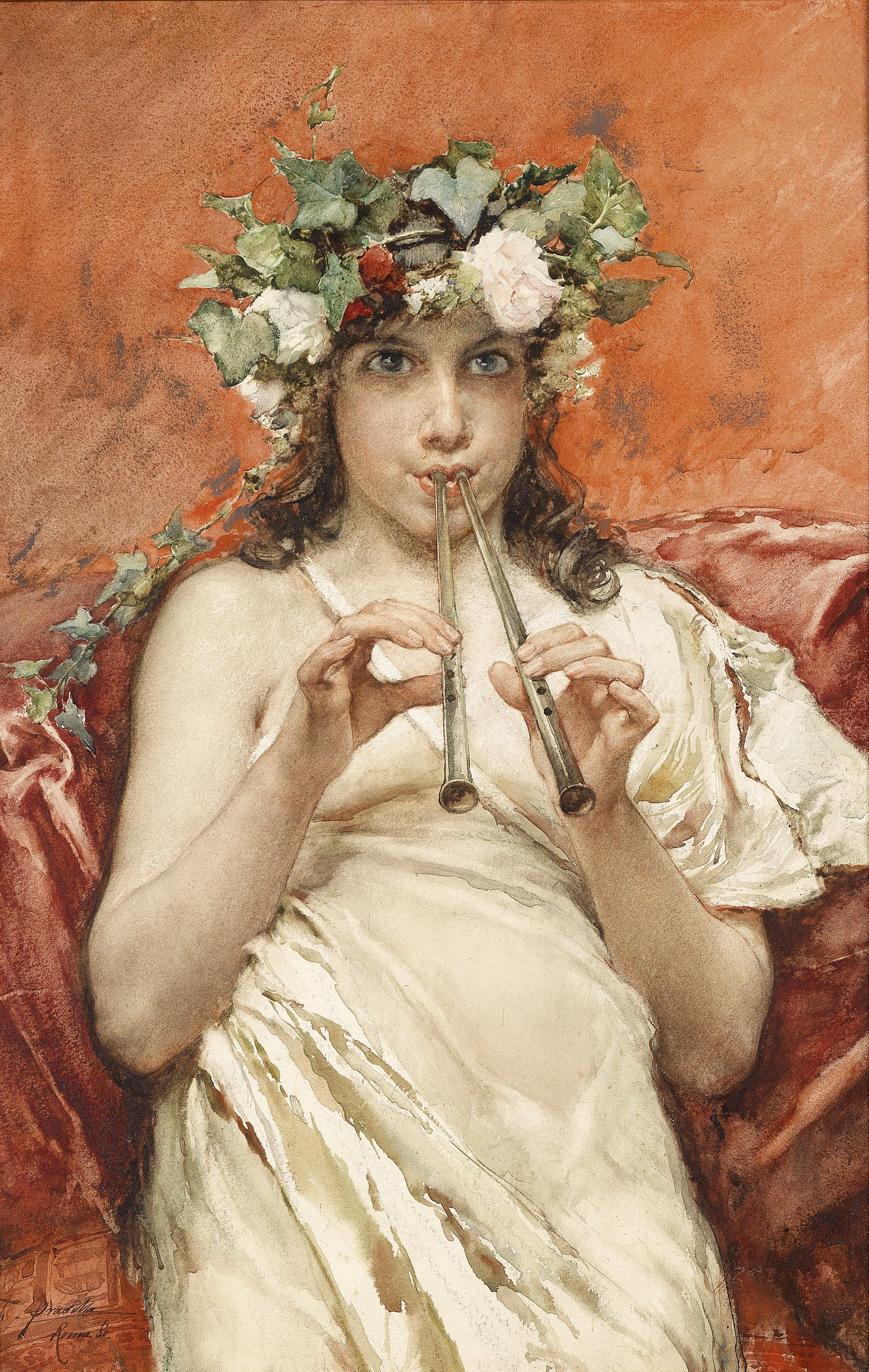
Francisco Pradilla, Chłopiec grający na podwójnym aulosie; Rzym 1880, akwarela na papierze, 71 × 45 cm
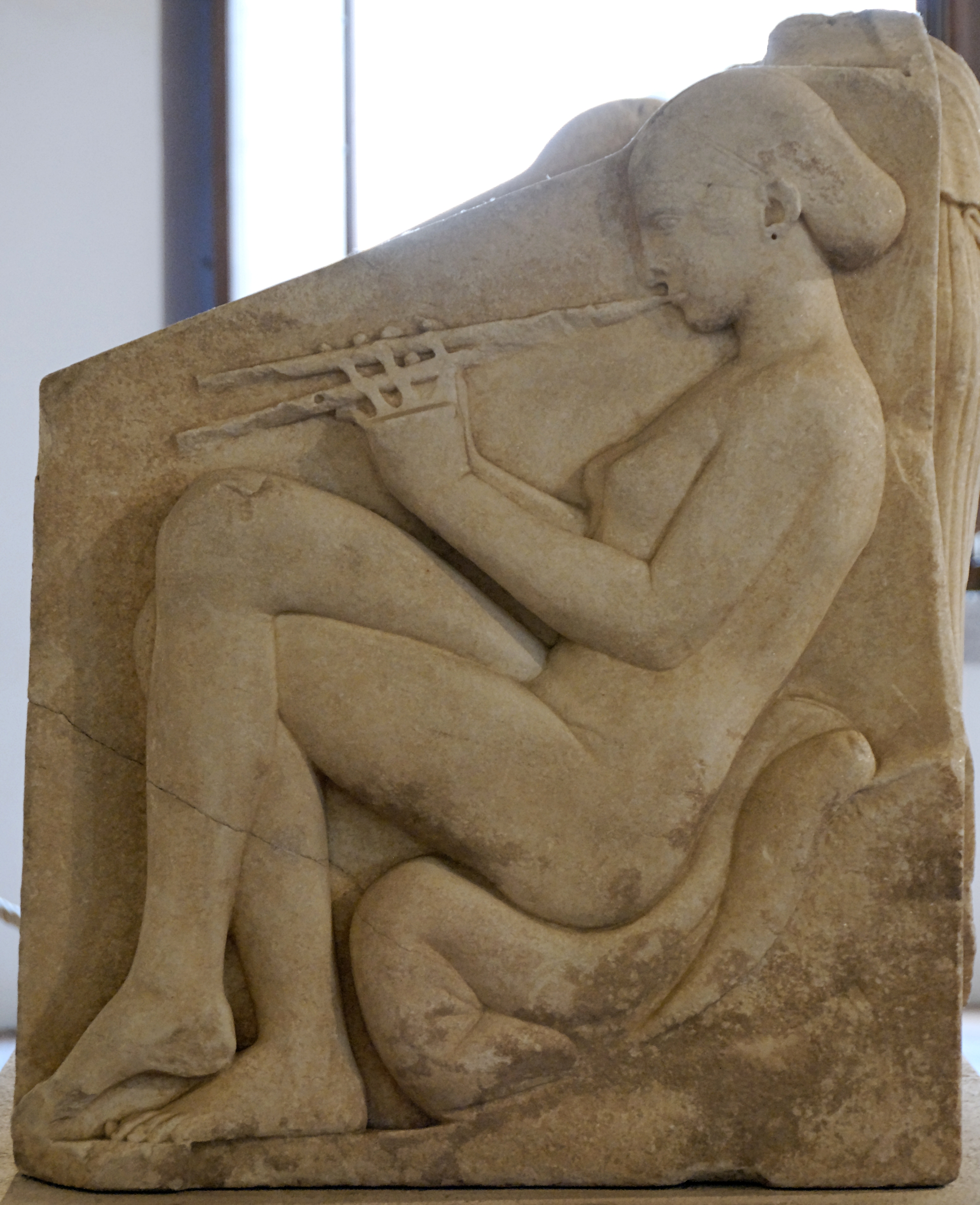
Tak zwany „Tron Ludovisi”; naga kobieta gra na aulosie. Płaskorzeźba, marmur. Sztuka grecka; ok. 460 p.n.e.
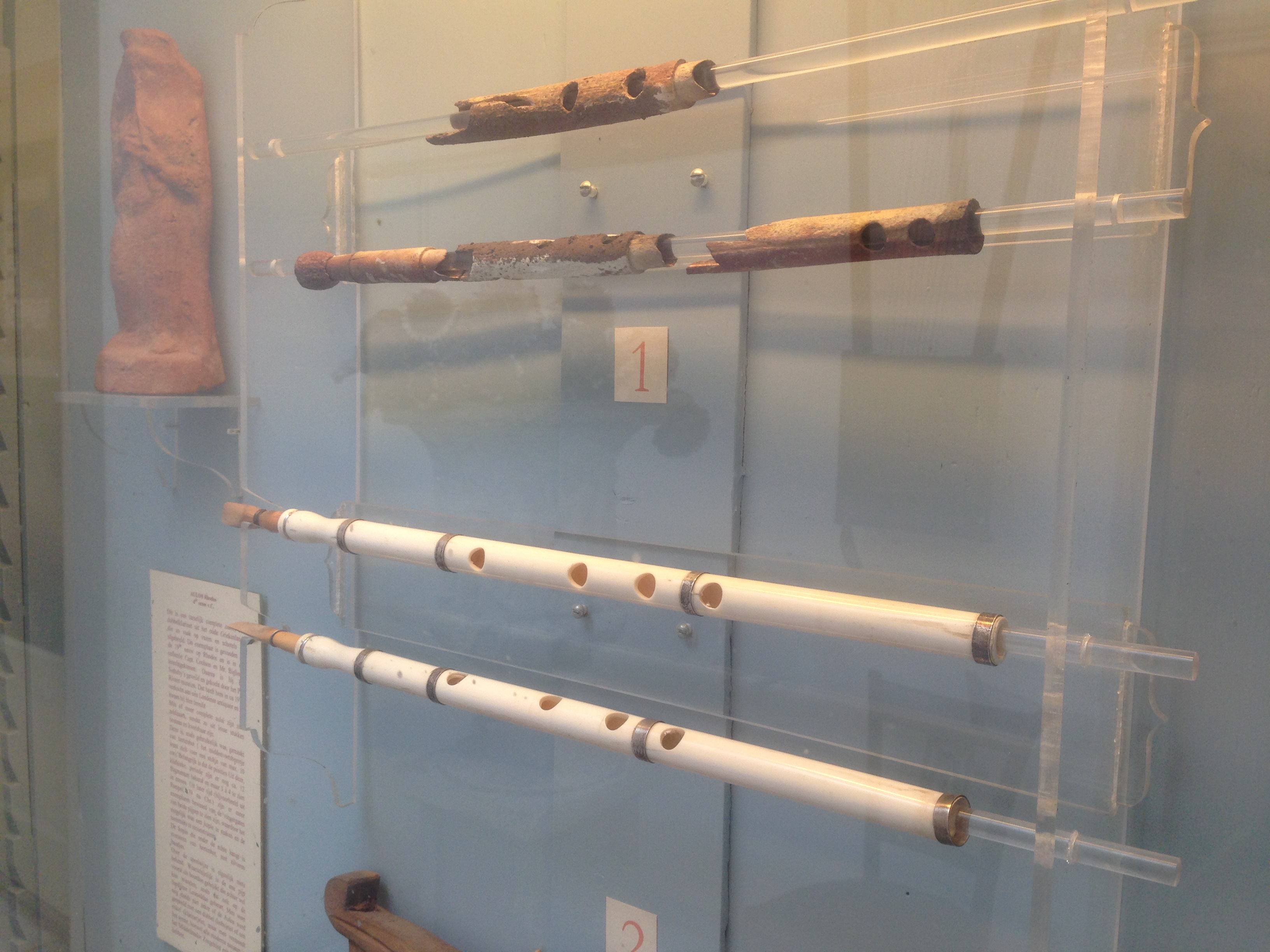
Aulosy ok. 500 p.n.e., Grecja; muzeum Vosbergen, Eelde, Holandia
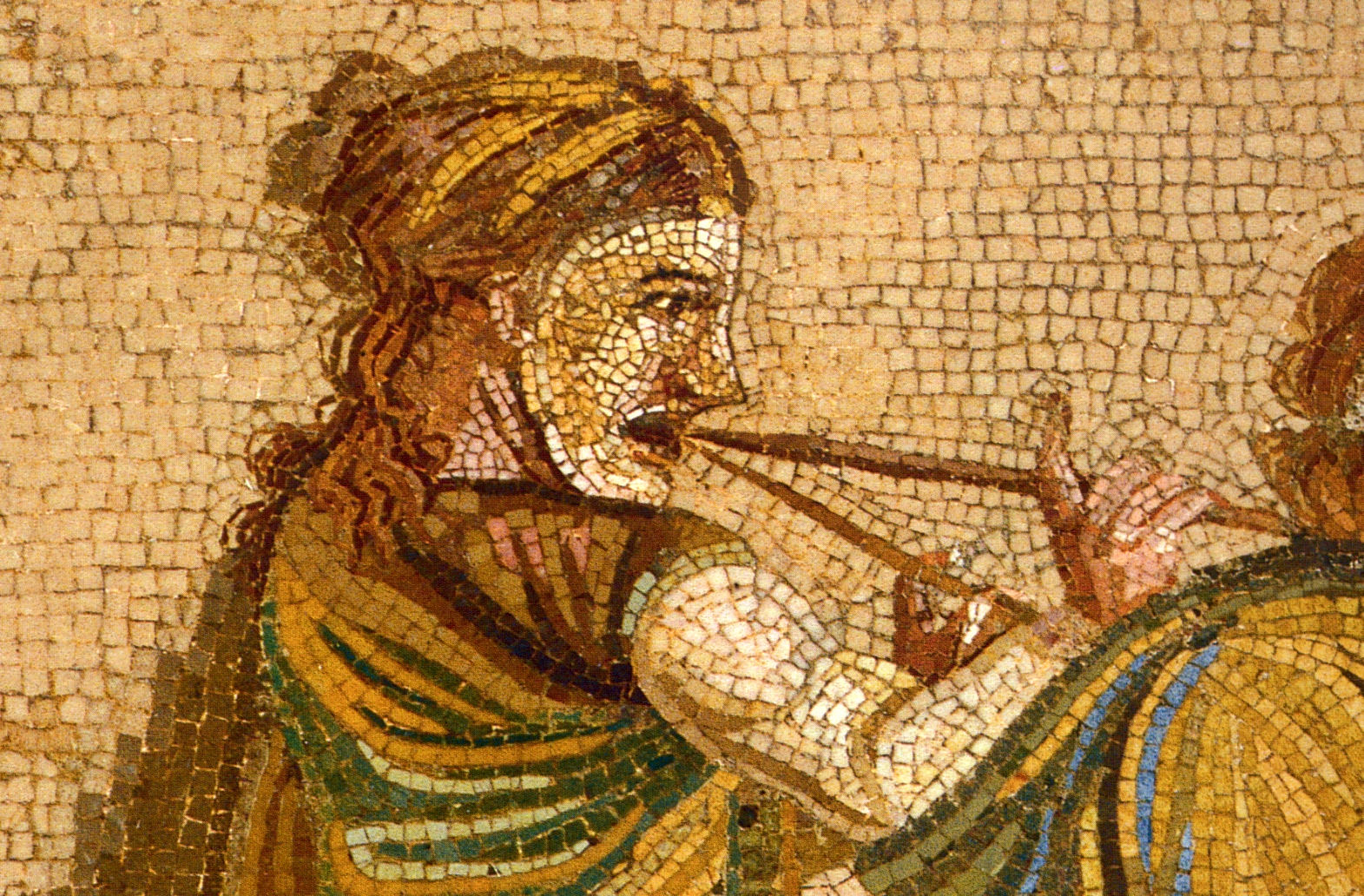
Kobieta grająca na aulosie; fragment mozaiki z Villa del Cicerone w Pompejach